# Gonomyia abyssa
Gonomyia abyssa är en tvåvingeart som beskrevs av Alexander 1946. Gonomyia abyssa ingår i släktet Gonomyia och familjen småharkrankar. Inga underarter finns listade i Catalogue of Life.